# Varbitsa (Sjoemen)
Varbitsa (Bulgaars: Върбица) is een stad en een gemeente in het noordoosten van Bulgarije. Varbitsa is gelegen in oblast Sjoemen. Varbitsa betekent letterlijk vertaald 'wilgje'.

## Geografie
De gemeente Varbitsa heeft een totale oppervlakte van 458 km² en is daarmee de op een na grootste gemeente in de  oblast Sjoemen. De grenzen zijn als volgt: 
- in het noorden aan de gemeente Veliki Preslav;
- in het oosten aan de gemeente Smjadovo;
- in het zuiden aan de gemeente Soengoerlare;
- in het zuidwesten aan de gemeente Kotel;
- in het westen aan de gemeente Omoertag;
- in het noordwesten aan de gemeente  Targovisjte.

## Geschiedenis
Het gebied werd in de oudheid bewoond door Thraciërs en Romeinen. De Slavische volkeren, waaronder Bulgaren, kwamen pas in de vroege middeleeuwen. Aangenomen wordt dat Asparoech, de eerste heerser van het Eerste Bulgaarse Rijk, zich in de 7e eeuw in Severi in  vestigde. Op 26 juli 811 vond de Slag bij Pliska plaats, waarbij de troepen van Kroem het Byzantijnse leger versloeg en keizer Nikephoros I doodden en onthoofden.

## Bevolking
Op 31 december 2019 telde de stad Varbitsa 3.379 inwoners, een lichte stijging vergeleken met 3.325 inwoners in 2011. In maart 2001 werd echter een maximum van 3.668 inwoners in de stad geregistreerd. Het stedelijk gebied, bestaande uit de stad Varbitsa en 15 nabijgelegen dorpen, telde in 2019   10.433 inwoners, een daling vergeleken met het maximum van 17.161 personen in 1946. 
| stad Varbitsa     | 2 486  | 2 589  | 2 616  | 2 866  | 3 159  | 3 343  | 3 437  | 3 668  | 3 325  | 3 379  |
| gemeente Varbitsa | 15 561 | 17 161 | 15 026 | 14 744 | 14 116 | 13 594 | 11 841 | 11 249 | 10 391 | 10 433 |

### Religie
Bij de volkstelling van 1 februari 2011 was het invullen van een geloofsovertuiging optioneel. Van de 10.391 inwoners die werden geregistreerd bij de volkstelling van 2011 kozen 990 personen (9,5%) ervoor om hun religieuze overtuiging niet te specificeren. Een ruime meerderheid van de respondenten was islamitisch (74%). De gemeente Varbitsa heeft hiermee een van de hoogste concentraties van moslims in Bulgarije. De drie grootste christelijke stromingen vormden bijna 15% van de respondenten, terwijl zo'n 11% van de respondenten een andere geloofsovertuiging aanhing of geen religie had.
|                              | Aantal | Percentage (%) | Percentage (%) |
| 10391                        | Totaal | Respondenten   |                |
| ---------------------------- | ------ | -------------- | -------------- |
| Bulgaars-Orthodoxe Kerk      | 793    | 7,63           | 8,44           |
| Katholieke Kerk in Bulgarije | 10     | 0,10           | 0,11           |
| Protestantisme               | 575    | 5,53           | 6,12           |
| Islam in Bulgarije           | 7001   | 67,38          | 74,47          |
| Overig                       | 6      | 0,06           | 0,06           |
| Onkerkelijk                  | 91     | 0,88           | 0,97           |
| Geen antwoord                | 925    | 8,90           | 9,84           |
| Onbekend                     | 990    | 9,53           | -              |

## Gemeente Varbitsa
De gemeente Varbitsa omvat de onderstaande 16 nederzettingen:
- Bozjoerovo
- Bjala Reka
- Ivanovo
- Konevo

- Krajgortsi
- Kjolmen
- Lovets
- Malomir

- Mengisjevo
- Metodievo
- Nova Bjala Reka
- Stanjantsi

- Soesjina
- Toesjovitsa
- Tsjernookovo
- Varbitsa

Bestuurlijk centrum: Sjoemen
 Chitrino - Kaolinovo - Kaspitsjan - Nikola Kozlevo - Novi Pazar - Sjoemen - Smjadovo - Veliki Preslav - Varbitsa - Venets